# Shalane Flanagan
Shalane Flanagan (ur. 8 lipca 1981 w Boulder) – amerykańska lekkoatletka, specjalistka od długich dystansów (1500 m, 3000 m, 5000 m, 10 000 m).
Brązowa medalistka olimpijska z Pekinu w biegu na 10 000 metrów. W 2010 zajęła 12. miejsce indywidualnie oraz trzecie drużynowo podczas przełajowych mistrzostw świata. Rok później podczas kolejnych mistrzostw globu w biegu na przełaj zdobyła dwa brązowe medale (indywidualnie i drużynowo). Złota medalistka mistrzostw Stanów Zjednoczonych.

## Sukcesy
| Rok  | Rodzaj zawodów                            | Miasto         | Konkurencja      | Miejsce | Czas     |
| ---- | ----------------------------------------- | -------------- | ---------------- | ------- | -------- |
| 2008 | Igrzyska olimpijskie                      | Pekin          | 10 000 m         | 2.      | 30:22,22 |
| 2010 | Mistrzostwa świata w biegach przełajowych | Bydgoszcz      | Drużynowo        | 3.      |          |
| 2011 | Mistrzostwa świata w biegach przełajowych | Punta Umbría   | indywidualnie    | 3.      | 25:10    |
| 2011 | Mistrzostwa świata w biegach przełajowych | Punta Umbría   | drużynowo        | 3.      |          |
| 2011 | Mistrzostwa świata                        | Daegu          | bieg na 10 000 m | 7.      | 31:25,57 |
| 2013 | Mistrzostwa świata                        | Moskwa         | bieg na 10 000 m | 8.      | 31:34,83 |
| 2015 | Mistrzostwa świata                        | Pekin          | bieg na 10 000 m | 6.      | 31:46,23 |
| 2016 | Igrzyska olimpijskie                      | Rio de Janeiro | maraton          | 6.      | 2:25:26  |

## Rekordy życiowe
- Bieg na 1500 metrów – 4:05,86 min (2007)
- Bieg na 5000 metrów – 14:44,80 min (2007)
- Bieg na 10 000 metrów – 30:22,22 min (2008) do 2016 rekord Ameryki Północnej
- Półmaraton – 1:07:51 (2016)
- Bieg maratoński – 2:21:14 (2014)
- Bieg na 3000 metrów (hala) - 8:33,25 min (2007) rekord Ameryki Północnej, 10. wynik w historii światowej lekkoatletyki
- Bieg na 5000 metrów (hala) – 14:47,62 (2009) były rekord Ameryki Północnej